# Conrad Naber
Conrad Naber (* 1. Juli 1922 in Bremen; † 29. Januar 2018) war ein deutscher Unternehmer mit den Unternehmen Nabertherm und der NTH-Schiffsgruppe.

## Biografie
Naber – ein Sohn des Bremer Unternehmers Conrad Naber († 1925) – besuchte von 1928 bis 1938 die Grund- und Oberschule in der Bremen Altstadt. Nach einem Praktikum bei den Atlas Werken von 1938 bis 1940 begann Naber 1940 ein Maschinenbaustudium. Im Zweiten Weltkrieg war er von 1941 bis 1945 Soldat in der Wehrmacht. Nach Kriegsende arbeitete er zunächst bei einem Apparatebauunternehmen in Bremen als Schlosser. 1946 setzte er sein Studium an der Bau- und Ingenieurschule Bremen fort und schloss es 1947 als Maschinenbauingenieur ab.
1947 erfolgte die Unternehmensgründung der Conrad Naber Industrieofenbau mit Sitz in Bremen-Schwachhausen, Clausewitzstraße 27. Das Unternehmen stellte Brennöfen für die verschiedensten Zwecke her. 1951 übernahm er die Kunst- und Bauschlosserei Prien in Bremen-Schwachhausen. 1954 wurde der Unternehmenssitz nach Lilienthal verlegt; das Unternehmen hatte 25 Beschäftigte. 1955 wurde die Käthe-Naber-Stiftung gegründet. 1960 hatte das Unternehmen 60 Mitarbeiter und einen Umsatz von 1,4 Mio. Mark. 1967 wurde das Unternehmen zu einer Kommanditgesellschaft (KG) umgewandelt, mit nunmehr 4 Mio. Mark Umsatz. Ab 1960 beteiligte er sich beim Aufbau im Schnoor durch die Schließung der Baulücke Schnoor Nr. 8, eine Galerie für junge Künstler.
Von 1970 bis 1982 war Naber ehrenamtlicher Richter am Finanzgericht in Niedersachsen. 1971 erwarb das Unternehmen den Lilienthaler Bahnhof der Kleinbahn Jan Reiners. Von 1971 bis 1976 vollzog er ein zweites Studium der Volkswirtschaft an der Universität Bremen, welches er 1976 abschloss. 1974 waren 105 Mitarbeiter bei Nabertherm beschäftigt und erzielten einen Umsatz von 8,7 Mio. Mark. Von 1975 bis 1983 war Naber im Sachverständigenausschuss der Industrie- und Handelskammer (IHK) Stade und von 1982 bis 1994 Vorsitzender im Industrieausschuss dieser IHK. 1977 gründete er die Naber Schiffs-GmbH  und 1979 die Naber, Thien & Heyenga GmbH + Co. KG (NTH KG). Die Nabertherm erzielte 1990 mit 230 Mitarbeitern einen Umsatz von 42 Mio. Mark. 2001 übergab Conrad Naber die Geschäftsführung an den Lilienthaler Diplom-Kaufmann Friedrich-Wilhelm Wentrot (* 1951), der zuvor die Brilliant AG in Gnarrenburg geleitet hatte. Naber wurde Aufsichtsratsvorsitzender der Nabertherm und blieb dies bis 2007.
Nabers erster Ehe entstammen vier Kinder.

## Mitgliedschaften
- Ab 1967 Mitglied im Lions Club Bremen-Wümme.
- Ab 1990 engagiert sich Naber für die Freilichtbühne Lilienthal.
- Von 1991 bis 2001 war er im Vorstand des Industrie-Clubs Bremen.
- Von 1992 bis 1998 Kurator im Alfred-Wegener-Institut Bremerhaven.
- Von 1994 bis 1998 war er Vorsitzender im Förderkreis des Instituts für Seeverkehrswirtschaft.
- Ab 1995 war er Vorstandsmitglied im Zentrum für angewandte Raumfahrttechnologie und Mikrogravitation und im Förderverein (Fallturm Bremen).
- Ab 1995 Kurator im Freundeskreis der Universität Bremen.
- 1998 wurde von ihm die Nabertherm-Stiftung gegründet.
- 2002 gründete er die Conrad Naber IUB-Stiftung.

## Ehrungen
- 1993 Bundesverdienstkreuz am Bande
- 1994 Ehrenbürger der Hochschule Bremen
- 1997 Ehrenbürger der Universität Bremen
- 1997 Niedersächsischer Verdienstorden
- 2002  Conrad Naber Lecture Hall der Internationalen Jacobs University Bremen (IUB)